# Ronde van Nederland 1996
De 36e editie van de Ronde van Nederland ging op 27 augustus 1996 van start in Gouda. Na 6 etappes werd op 31 augustus in Landgraaf gefinisht. De ronde werd gewonnen door de Deen Rolf Sørensen.

## Eindklassement
Rolf Sørensen werd winnaar van het eindklassement van de Ronde van Nederland van 1996 met een voorsprong van 2 seconden op Lance Armstrong. De beste Nederlander was Erik Dekker met een 5e plek.
| Rang | Renner              | Land             | Tijd       |
| ---- | ------------------- | ---------------- | ---------- |
| 1    | Rolf Sørensen       | Denemarken       | 20u 36'54" |
| 2    | Lance Armstrong     | Verenigde Staten | + 0'02"    |
| 3    | Vjatsjeslav Jekimov | Rusland          | + 1'07"    |
| 4    | Marco Lietti        | Italië           | + 1'16"    |
| 5    | Erik Dekker         | Nederland        | + 1'23"    |
| 6    | Olaf Ludwig         | Duitsland        | + 1'25"    |
| 7    | Erik Breukink       | Nederland        | + 1'25"    |
| 8    | Maarten den Bakker  | Nederland        | + 1'33"    |
| 9    | Michael Andersson   | Zweden           | + 1'34"    |
| 10   | Jesper Skibby       | Denemarken       | + 1'45"    |

## Etappe-overzicht
| Etappe | Van - naar           | Km         | Etappewinnaar     |
| ------ | -------------------- | ---------- | ----------------- |
| 1      | Gouda - Haarlem      | 167        | Federico Colonna  |
| 2      | Haarlem - Almere     | 195        | Max van Heeswijk  |
| 3      | Almere - Doetinchem  | 125        | Giovanni Lombardi |
| 4      | Doetinchem           | 19,6 (ITT) | Rolf Sørensen     |
| 5      | Zevenaar - Venray    | 187        | Erik Zabel        |
| 6      | Roermond - Landgraaf | 202        | Olaf Ludwig       |

1948 · 1949 · 1950 · 1951 · 1952 · 1953 · 1954 · 1955 · 1956 · 1957 · 1958 · 1959 · 1960 · 1961 · 1962 · 1963 · 1964 · 1965 · 1966 · 1967 · 1968 · 1969 · 1970 · 1971 · 1972 · 1973 · 1974 · 1975 · 1976 · 1977 · 1978 · 1979 · 1980 · 1981 · 1982 · 1983 · 1984 · 1985 · 1986 · 1987 · 1988 · 1989 · 1990 · 1991 · 1992 · 1993 · 1994 · 1995 · 1996 · 1997 · 1998 · 1999 · 2000 · 2001 · 2002 · 2003 · 2004 · 2005 · 2006 · 2007 · 2008 · 2009 · 2010 · 2011 · 2012 · 2013 · 2014 · 2015 · 2016 · 2017 · 2018 · 2019 · 2020 · 2021 · 2022 · 2023 · 2024